# EXPLORER (槇原敬之のアルバム)
『EXPLORER』（エクスプローラー）は、日本の男性シンガーソングライター・槇原敬之の13枚目のオリジナル・アルバム。2004年8月11日発売。発売元は東芝EMI（現：ユニバーサルミュージック）。

## 解説
2002年11月28日発売『本日ハ晴天ナリ』以来1年9ヶ月ぶり。東芝EMI移籍後第1弾。初回盤は通常盤と異なるブックレットとエンブレム・ステッカー封入。特典映像収録CD EXTRA。ジャケット・収録曲の相違はない。
前作以降に発売されたシングルの中で「Good Morning!」は未収録。同曲は同年8月25日に発売されたベストアルバム『Completely Recorded』に収録されている。
2014年8月13日には発売10周年を記念してCHRIS GEHRINGER(STERING SOUND, NY)のリマスタリング、SHM-CD化を施した10th Anniversary Editionとして再発された。

## 背景
1999年の不祥事による活動休止以降、人気と売上が下降状態にあった槇原だが、2002年にSMAPへ提供した「世界に一つだけの花」が話題となり、2003年シングルカットされ200万枚を超える大ヒットを記録。本楽曲の作者として槇原も大きく取り上げられたことで音楽番組への出演や楽曲に関するメディア露出が急激に増加、人気復活へ拍車をかけた。本作は上記の「世界に一つだけの花」をはじめ提供曲のセルフカバーが収録されたことで、発売前から注目作として挙げられていた。

## チャート成績
発売週のオリコンアルバムチャートで初登場1位を記録。槇原のアルバムチャート1位は1997年のベスト・アルバム『SMILING 〜THE BEST OF NORIYUKI MAKIHARA〜』以来7年ぶり、オリジナル・アルバムは1994年『PHARMACY』以来約10年ぶり。累計売上は1999年のアルバム『Cicada』以来の50万枚突破。
今作発売後の同年8月25日に、槇原が所属した3レーベルの枠を超えたシングル・コレクション『Completely Recorded』が発売。オリコンチャート2位を記録。2作併せてロングセラー。『Completely Recorded』のジャケットは本作のジャケットを模したもの。
本作・ベスト盤発売後の2004年9月、オリコン集計における槇原のアルバム総売上枚数が1000万枚を突破。男性ソロ歌手として井上陽水、長渕剛に次ぐ3人目。同チャートの初チャートインから13年2ヶ月での達成はオリコン史上最速記録。

## 収録曲
- 作詞・作曲・編曲：槇原敬之

1. 優しい歌が歌えない
  - 31stシングル。
  - NHK『土曜スタジオパーク』エンディングテーマ。
2. 夏は憶えている
3. Tag Team
  - タッグチームに見立て、家族の絆を歌った曲。
4. 武士は食わねど高楊枝
5. Happy Ending
6. 君の名前を呼んだ後に
  - 29thシングル。
  - 住友生命CMソング。CMに出演した松嶋菜々子がMVも出演。
7. とりあえず何か食べよう
  - 「優しい歌が歌えない」のカップリング曲。
8. ハトマメ 〜Say Hello To The World.〜
  - TBS系『さんまのSUPERからくりTV』から誕生したユニット「The Students」への提供曲。
9. The Fog
10. 世界に一つだけの花
  - SMAPへの提供曲。
11. Boy, I'm Gonna Try So Hard
  - 鈴木雅之への提供曲。
12. 僕が一番欲しかったもの
  - 先行シングルとなった32ndシングル。
  - 日本テレビ系ドラマ『ラストプレゼント 娘と生きる最後の夏』主題歌。
  - 2006年にはNTT東日本CMにも起用（同時期に槇原の他の曲も使用されている）。
  - Blue（イギリス）提供楽曲「THE GIFT」のセルフカバー。

## 演奏
- 槇原敬之：Vocal, Keyboards
- 小倉博和
  - Acoustic Guitar (1.2.4.6.7.10.11.12)
  - Electric Guitar (#except 4.6)
  - Chorus (3)
  - Electric Oud (9)
  - Mandolin, Bouzouki (10)
- 毛利泰士
  - Synthesizer Programming (ALL)
  - Chorus (3)
  - Tambourine (7)
- 有賀啓雄：Bass (2.3)
- 鎌田清：Drums (2)
- 柴田俊文：Vox Organ (2)
- 足立友一：Chorus (3)
- 佐橋佳幸：Acoustic Guitar (6)
- 飯尾芳史
  - Recording & Mixing
  - Tambourine (7)
- 三沢またろう：Percussion (12)